# Буддійська філософія
Буддійська філософія — система раціонально обґрунтованих поглядів на світ, людину та пізнання, що склалася в рамках різних направлень та шкіл буддизму. Філософська доктрина буддизму стверджує, що життя людини повне страждань, і важливо покласти їм край. Не теоретизування про душу і світ, а пошук шляху звільнення людини від страждань є справжнім призначенням людини. Буддійська ідея звільнення людини від страждань так чи інакше поділялася практично всіма філософськими системами Стародавньої Індії, лише теоретичне підґрунтя ідеї викликало заперечення прихильників ортодоксальних вчень. На противагу брахманізму, буддизм декларував рівність людей незалежно від станової та кастової приналежності, а також виступав проти доктрини атмана, субстанційного «Я», душі, всепроникної і постійної духовної першооснови.Найважливішу роль у розвитку буддійської філософії відіграли хінаянські школи вайбгашика та саутрантіка і махаянські мадг'яміка та йогачара.

## Початок буддійської філософії
Процес формування філософії в буддизмі в порівнянні з процесом формування філософії в брахманістській думці, відрізняється тим, що за буддійською філософією не стояла багатовікова авторитетна релігійна та міфопоетична традиція, що виробила особливу систему мислення та способу життя, якою була ведійська традиція, що лежить в основі брахманістських систем погляду на життя. У зв'язку з цим питання про початок буддійської філософії навряд чи може бути сформульоване як питання про розмежування між філософією та дофілософськими традиціями; питання, скоріше за все, може бути представлене у понятті того, що розуміється під філософією у випадку з буддизмом: «при визначенні природи буддійської філософії слід змінити акценти, приймаючи до уваги те, що основне — не те, що відбувається з думкою, її формою та вмістом, а скоріше те, що відбувається з людиною, її психікою, а точніше, її свідомістю, коли вона акумулює це знання». Це означає, що предмет та метод філософствування повинні розглядатися в плані їхньої залежності від того, хто філософствує та для кого. Першим філософом виступає засновник буддизму, раціонально пояснюючи певній категорії людей «тонку» та «глибоку» дхарму, яку він досягнув в акті просвітлення. При цьому співрозмовник Будди виступає найчастіше як ідейний супротивник, тому в становленні буддійської філософії надзвичайно важливою виявляється полеміка, що тренувала мислення, культуру викладу та доказу власної думки. Філософія Будди також була засобом перетворення свідомості, вона змінювала стан їхньої психіки, яка починала працювати в новому режимі — режимі «спасіння».

## Основи буддійської філософії

### Вчення про загальну зміну та непостійність
У буддизмі затверджується принцип «анітья», відповідно до якого все, що існує, динамічне та схильне до зміни, включно з людиною. Сатісчандра Чаттерджі та Дхирендрамохан Датта в своїй праці «Давня індійська філософія» пишуть:

Із доктрини залежності походження усього сущого випливає також теорія надходження природи речей. Усі речі, невпинно вчив Будда, схильні до зміни та розкладання. Оскільки все суще породжується певними умовами, то ліквідується воно із зникненням цих умов. Усе, що має початок, має кінець.

### Теорія взаємообумовленого виникнення
Змінність, притаманна всьому, що існує, не означає хаос, оскільки є підкоряється закону взаємозалежного виникнення дхарм (пратітья самутпада). Сатісчандра Чаттерджі та Дхирендрамохан Датта в праці «Давня індійська філософія» пишуть:

Існує спонтанний та загальний закон причинності, який обумовлює всі явища духовного та матеріального світу. Цей закон (дхарма чи дхамма) діє стихійно, без допомоги свідомого керівника.

Згідно з цим законом виникнення одного окремого явища (причини) супроводжується другим окремим явищем (наслідком). «Є причина — виникає і наслідок». Існування всього обумовлено, тобто має свою причину. Ніщо не виникає випадково без причини.

### Теорія неіснування душі
Теорія неіснування душі, або анатмава́да, є одним з основних положень буддійської філософії та своїм центральним пунктом має заперечення абсолютного неминущого «я», заперечення атмана. Це положення було одним з основних розбіжностей буддизму з брахманізмом та оскаржувалося в численних філософських дебатах, що влаштовувалися при дворах індійських правителів. Визнаними майстрами дебатів вважаються Нагарджуна та його послідовники.

## Школи буддійської філософії

### Мадг'яміка
Мадг'яміка — один з двох основних філософських напрямків буддизму Махаяни. У центрі майже всієї полеміки в буддійській онтології було питання про реальність дхарм. Мадг'яміка доводить, що неможливо стверджувати ні реальність, ні нереальність дхарм: і той, й інший висновок призводить до логічних суперечностей. Найважливішим текстом Мадг'яміки і загалом Махаяни, в компактній формі, що викладає вчення про порожність дхарм та відсутність будь-яких протиріч, є «Сутра Серця Праджня-параміти».

### Йогачара
Відповідно до поглядів Йогачари, істинним є тільки віджняна (пізнання, свідомість), а всі явища (дхарми) та зовнішній світ за межами свідомості є хибними, нереальними. Реальний тільки суб'єкт пізнання. Це положення відрізняє Йогачару від Мадг'яміки. При цьому розрізняється декілька рівнів свідомості, визначається абсолютна, безперервна свідомість— алая-віджняна — «свідомість-скарбниця», яка запускає та координує всі подальші рівні.
У класичній Йогачарі алая-віджняна — це не духовна субстанція, як в європейському суб'єктивному ідеалізмі, і тим більш не нірвана, а скоріше «потік свідомості», який повинен бути пробудженим. «Тільки свідомість» Йогачара вважає винятково сансарою.

### Саутрантіка
Назва цієї школи походить від слова «сутра», оскільки її послідовники стверджували, що абгідгармісти повинні спиратися лише на матеріал, що міститься в сутрах (тобто на слова самого Будди), та ігнорувати інші джерела. По ряду важливих позицій вони розходилися з Вайбгашиками, вважаючи, наприклад, більшість дхарм (перш за все, асанскріта дхарми, тобто надмирські дхарми, «що не входять до складу») лише умовними (праджняпті), а не реальними (драв'я) одиницями. У цьому відношенні вони зближувалися з махаяністами-йогачаринами. Окрім цього, вони були «репрезентативістами», тобто, визнаючи об'єктивне існування зовнішнього світу, вони відкидали вчення вайбгашиків про повну відповідність образів світу, відображених у нашій свідомості, реальним речам, розглядаючи об'єктний зміст свідомості як уявлення, репрезентації, реальні речі, які можуть і не збігатись із речами «світу в собі».

### Вайбгашика
Назва Вайбгашика походить від трактату Магавібгаша («Великий коментар»), написаного мислителем Паршвоєм (в даний час він зберігся тільки в китайському перекладі). Друга назва — сарвастівада (від санскритських слів сарва — «все», асті — «є»), зв'язана з тим, що її представники вчили, що все (тобто всі дхарми, сарва дхарма) реальні; всі дхарми (минулі, теперішні та майбутні) реальні, і нічого реальнішого, ніж дхарми немає. Ця школа також стверджувала, що дхарми мають дійсний онтологічний статус (драв'я), будучи одночасно і умовними одиницями мови опису психофізичного досвіду, тобто дхарм (праджняпті).
Представники цієї школи перш за все займались класифікацією та описом дхарм у контексті релігійної доктрини буддизму. Вони також були  епістемологічними реалістами, тобто не тільки визнавали реальне існування зовнішнього світу поза свідомістю, але й стверджували його повну адекватність світу, сприйнятого живими істотами та включеного в їхню свідомість як об'єктна сторона їхнього досвіду.

## Татхагатагарбха
Російські дослідники-буддологи, автори вчення про Татхагатагарбху говорили в своїх трактатах:
1) про те, що всі істоти можуть стати буддами, оскільки в природі істот немає нічого, що могло б цьому завадити, або
2) про те, що всі істоти — будди (або суть будди),  їм потрібно лиш розкрити, реалізувати свою «буддовість» (слово «гарбха» можна перекласти, зокрема, як «зародок будди»).